# Alexandra Danner
Alexandra Danner (* 23. Dezember 1999) ist eine deutsche Skilangläuferin.

## Werdegang
Danner, die für den SC Lenggries startet, nahm von 2015 bis 2019 vorwiegend an U18- und U20-Rennen im Alpencup teil. Dabei belegte sie in der Saison 2017/18 den sechsten Platz und in der Saison 2018/19 den fünften Platz in der U20-Gesamtwertung. Bei den Junioren-Weltmeisterschaften 2018 in Goms gewann sie die Goldmedaille mit der Staffel. Zudem errang sie dort den 24. Platz über 5 km klassisch und den 14. Platz im Sprint. In der Saison 2018/19 startete sie in Planica erstmals im Alpencup und kam dabei jeweils auf den sechsten Platz im Sprint und im 10-km-Massenstartrennen und auf den vierten Rang über 5 km klassisch und belegte bei den Junioren-Weltmeisterschaften 2019 in Lahti den 27. Platz im Sprint und den 26. Rang im 15-km-Massenstartrennen. In der folgenden Saison debütierte sie in Dresden im Weltcup und verpasste dabei mit dem 31. Platz im Sprint nur knapp die Punkteränge. Bei den U23-Weltmeisterschaften 2020 in Oberwiesenthal kam sie auf den 36. Platz im 15-km-Massenstartrennen und den 26. Rang im Sprint. Im Dezember 2020 holte sie Dresden bei ihren zweiten Weltcupstart mit dem 17. Platz im Sprint ihre ersten Weltcuppunkte. Bei den U23-Weltmeisterschaften im Februar 2021 in Vuokatti errang sie den 36. Platz im 15-km-Massenstartrennen sowie den 26. Platz im Sprint und bei den U23-Weltmeisterschaften 2022 in Lygna den zehnten Platz im Sprint.